# إعزاز علي أمروهي
إعزاز علي أمروهي (الأردية: اعزاز علی امروہوی؛ تشرين الثاني 1882 - 1955 م) كان عالمًا إسلاميًا هنديًا شغل منصب المفتي الثاني والتاسع لدار العلوم ديوبند. يُدرَّس كتابه "نفحات العرب" في المدارس الدينية، بما في ذلك دار العلوم ديوبند.

## السيرة
وُلِد إعزاز في تشرين الثاني 1882 في أمروها [الإنجليزية]، لعائلة كامبوه نواب [الإنجليزية]. درس القرآن الكريم عند قطب الدين، وحفظه على يد الحافظ شرف الدين. تعلم اللغة الفارسية (لغة السياسة والعلوم والدين في هندستان آنذاك) من والده ودرس الكتب الأساسية لدرس النظامي في مدرسة عربي جولشان فايز في تيلهار [الإنجليزية] مع مقصود علي خان. ثم انتقل إلى مدرسة عين العلم، حيث درس كتاب الملا جامي وكنز الدقائق عند قاري بشير أحمد والكتب الفارسية والفقهية مثل شرح الوقاية عند كفاية الله الدهلوي. بناءً على طلب قاري بشير أحمد وكفاية الله دهلوي، انتقل علي إلى دار العلوم ديوبند حيث درس مع حافظ محمد أحمد، نائب مستشار دار العلوم ديوبند آنذاك ومحمد سهول بهاغالبوري.

## الأعمال الأدبية
كتب إعزاز علي عمروهي نفحات العرب، وهو كتاب يتم تدريسه في منهج دار النظامي المعاصر بما في ذلك دار العلوم ديوبند. وله مؤلفات أخرى : الأحاديث الموضوعة